# Zschernick
Zschernick war ein dem sächsischen Amt Annaburg und ab 1815 dem preußischen Landkreis Torgau unterstehender Walddistrikt in der Annaburger Heide, in dem sich bis in das 19. Jahrhundert eine Pechhütte und eine Mahl-, Öl- und Schneidemühle (die sogenannte Heidemühle) befanden. 1827 standen hier zwei Häuser mit 10 Pechknechtewohnungen, in denen 58 Einwohner lebten. Der Ort war nach Annaburg eingepfarrt und unterstand bis 1848 dem Gerichtsamt Annaburg.

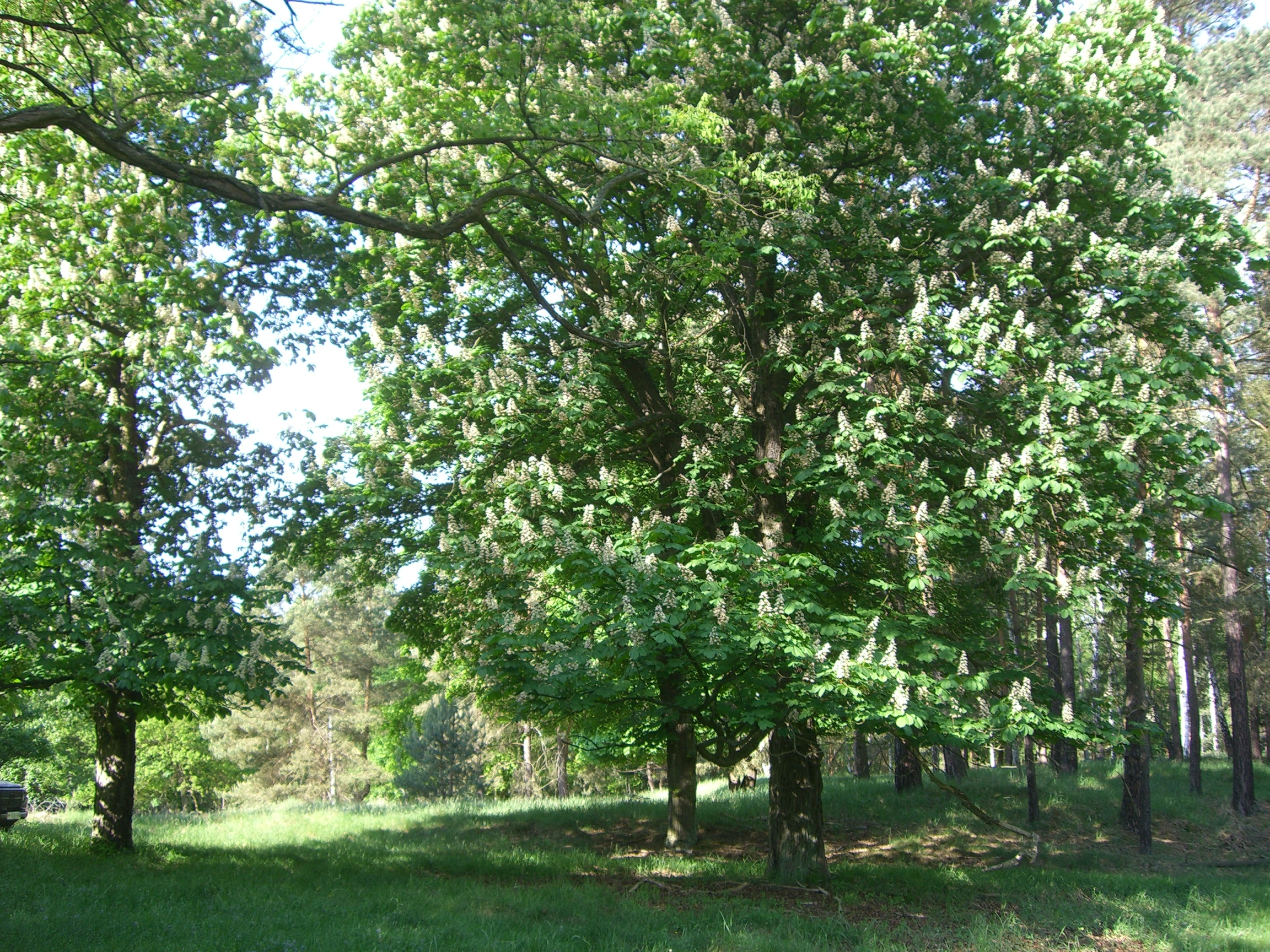
Zschernick heute

Geschichtlich bedeutsam wurde der Ort am 16. September 1536 [nach anderer Angabe 1546], denn an diesem Tag traf sich unter einer Eiche auf dem Zschernick in der Lochauer Heide, unweit der späteren Zschernicker Heidemühle, Kurfürst Johann Friedrich I. von Sachsen mit den Kurfürsten Hermann V. von Wied und Joachim II. von Brandenburg, um beide für den Schmalkaldischen Bund zu gewinnen. An dieses Ereignis erinnerte ein heute nicht mehr vorhandenes Denkmal bei der Mühle in Zschernick. Unter einem hölzernen Schutzdach war eine Tafel aufgestellt, auf die die Porträts der drei Kurfürsten gemalt waren. Nach einer Quelle von 1756, als die Reparatur des Denkmals erfolgte, war es zur Erinnerung an einen an dieser Stelle im Jahre 1545 erfolgten Friedensschluss errichtet worden.
Im Auftrag des Kurfürsten Johann Georg III. von Sachsen wurde auf einer wüsten Mühlenstelle am Zschernicker Teich in der Annaburger Heide 1689 eine neue Mühle, die spätere Zschernicker Heidemühle, errichtet.
Die Zschernicker Heidemühle war bis zum 19. Mai 1702 ein Kammergut, das verpachtet war. Erst an diesem Tag erfolgte in Leipzig der Erbverkauf der Heidemühle an den bisherigen Mühlenpächter Tobias Schlobach für die Summe von 450 Talern. Schlobach überließ die Mühle seinem Bruder Johann Friedrich Schlobach und widmete sich selbst dem Betrieb der Pechhütte, die er 1697 unweit der Mühle und des Neugrabens mit Genehmigung des Amtes Annaburg angelegt hatte. Für den Betrieb des Pechofens zahlte er jährlich eine Pacht von 60 Gulden. Nach seinem Tod übernahm sein gleichnamiger Sohn Tobias Schlobach 1731 für sechs Jahre die Pacht der Pechhütte. 1737 erwarb Tobias Schlobach dann für 100 Taler die Pechhütte käuflich. Bis in das 19. Jahrhundert blieb die Pechhütte im Besitz der Familie Schlobach.
Zur DDR-Zeit wurde Zschernick als Wohnkolonie genutzt, daher auch der Name Kolonie Zschernick. Mitte der 1950er Jahre wurden die Dorfbewohner zwangsenteignet, da die frisch gegründete NVA das vollständige Gebiet der Annaburger Heide als Übungsplatz verwendete. Einige Bewohner von Zschernick zogen ins Nachbardorf Mahdel.